# 지방도 제928호선
지방도 제928호선은 경상북도 문경시 동로면 수평리 수평삼거리와 안동시 도산면 가송리를 잇는 경상북도의 지방도이다.
예천군의 주요 길목 중 하나인 예천 나들목과 접속하고 있어 중앙고속도로로 진출입할 수 있다.

## 연혁
- 2003년 2월 20일 : 종점을 안동시 북후면 옹천리에서 도산면 가송리로 33.3 km 구간 연장. 이에 따라 '동로 ~ 북후선'에서 '동로 ~ 도산선'이 됨.[1]
- 2005년 11월 10일 : 보문 ~ 북후간 도로(예천군 보문면 옥천리 ~ 영주시 문수면 조제리) 3.99 km 구간 개통[2]
- 2013년 8월 26일 : 운암저수지 둑높이기 사업으로 인해 예천군 용문면 두천리 1.34 km 구간 이설.[3]
- 2018년 11월 15일 : 노선 변경으로 총 연장이 92.0km에서 85.1km로 단축.[4]
- 2018년 12월 3일 : 평은 ~ 녹전간 도로(안동시 녹전면 죽송리 ~ 신평리) 945m 구간 개량 개통, 기존 650m 구간 폐지[5]
- 2021년 12월 6일: 실연장 반영으로 총 연장을 92.0km에서 85.59km로 변경함.[6]
- 2023년 1월 16일 : 도산 온혜도로(안동시 도산면 온혜리) 1.07km 구간 확장 개통, 기존 440m 구간 폐지[7]

## 주요 경유지
- 문경시
  - 동로면 수평삼거리 - 금천교 - 경천호 - 인곡리
- 예천군
  - 용문면 두천리 - 금당지 - 민경지교 - 원류리 - 죽림리 - 용문중학교 - 상금곡리 - 용문교 - 하금곡리
  - 예천읍 생천리 - 생천교 - 백전리 - 예천여자고등학교 - 동본리 - 동본교 - 예천청소년수련관 - 예천공설운동장 - 동본사거리 - 통명 교차로 - 통명리
  - 보문면 신월리 - 미호리 - 미호교 - 작곡리 - 예천 나들목 - 수계리 - 오신리 - 오신교 - 기곡리 - 독양리
- 영주시
  - 문수면 (금영골) - 조제리 - 석탑교
- 안동시
  - 북후면 석탑교 - 석탑리 - 석탑4교 - 석탑3교 - 석탑2교 - 석탑1교 - 신전리 - 월전리 - 두산리 - 두문령 (두무재) - 옹천3리 - 옹천1교 - 옹천삼거리 - 구 옹천역 - 옹천정류소 - 산약테마공원 - 옹천리
- 영주시
  - 평은면 지곡리 - 지곡 교차로
- 안동시
  - 녹전면 사신리 - 녹래리 - 죽송리 - 신평리 - 녹전초등학교 - 녹전면 행정복지센터 - 녹전우체국 - (미포장 구간 : 길주중학교 녹전분교 - 신평리)
  - 도산면 (미포장 구간 : 의일리 - 온혜리 - 도산온천 - 온천교 - 도산중학교 - 온혜보건진료소 - 청계교) - 온혜정류소 - 온혜교 - 도산면 행정복지센터 - (미포장 구간 : 도계정사 - 양평교 - 상계2교 - 상계1교 - 토계리 - 원천리 - 백운지교 - 단천리 - 가송리)

## 중복 구간
- 안동시 녹전면 신평리 ~ 녹전우체국 : 지방도 제935호선과 중복

## 도로명
- 문경시 동로면 수평삼거리 ~ 예천군 예천읍 예천여자고등학교 : 용문경천로
- 예천군 예천읍 예천여자고등학교 ~ 동본교 서단 : (강변도로)
- 예천군 예천읍 동본교 서단 ~ 영주시 문수면 (금영골) : 보문로
- 영주시 문수면 (금영골) ~ 조제리 : 문수로
- 영주시 문수면 조제리 ~ 석탑교 북단 : 조제로
- 영주시 문수면 석탑교 북단 ~ 안동시 북후면 옹천삼거리 : 산북로
- 안동시 북후면 옹천삼거리 ~ 영주시 평은면 지곡 교차로 : 북평로
- 영주시 평은면 지곡 교차로 ~ 녹전면 신평리 : 녹지로
- 안동시 녹전면 신평리 ~ 녹전우체국 : 녹전로
- 안동시 녹전면 녹전우체국 ~ 도산면 온혜정류소 : 온천로
- 안동시 도산면 온혜정류소 ~ 도산면행정복지센터 : 퇴계로
- 안동시 도산면 도산면행정복지센터 ~ 단천리 : 백운로